# 秘密の花園 (ゲーム)
『秘密の花園』（ひみつのはなぞの）は、GAMEテクノポリスより1992年1月31日に発売されたアダルトゲーム。

## 概要
本作は、1992年当時に徳間書店インターメディアがアイデスと共同で展開していたゲームブランド「GAMEテクノポリス」の代表作の1つ。キャラクターデザイン・原画をうるし原智志、演出をよしもときんじが担当しており、2人の代表作の1つとしても知られる。
ゲームシステムは推理アドベンチャーゲームであるが、主人公だけではエンディングにはたどり着けず、メインヒロインである須藤姫香を含む3人の中から1人とパートナーを組み、調査を進めていかなければならない。また、パートナーや進め方によって難易度や犯人の動機が変わるようになっている。
なお、開発時期の関係上、ユーザーズマニュアルなどには沙織事件の影響による修正を本編に施したとうかがえる旨が記載されているが、具体的にどこを修正したかは明らかにされていない。
1993年には、PCEに移植された。すべての登場人物の台詞にプロ声優陣による音声が追加されたほか、元の内容上避けては通れないセックスやヌードの描写には、当時のPCEの倫理規定に沿ったアレンジが施されている。

## あらすじ
アパートで一人暮らしをしながら私立の花乃園高校に通っている主人公は、ある日曜日の午後、隣室へ転居してきた1人の美女に惹き付けられる。翌日、登校した主人公のクラスへ日本史の産休補助教師がやってくるが、そこに現れたのは昨日の美女・須藤姫香であった。
やがて夕方、主人公は帰路の途中、初老の男性と並んで歩いている姫香を発見する。2人がそのまま姫香の部屋へ入ったことから、色恋絡みかと良からぬ期待を抱いた主人公は、自室の壁越しに彼らの会話を盗み聞く。
その会話内容から、初老の男性の正体は高校の理事長・都筑権蔵であり、姫香の正体は理事長の孫娘・都築蒔絵が1週間前に体育倉庫で殺害された事件を調査するため、彼の依頼を受けて潜入した私立探偵であることが明らかとなる。
その夜、姫香は主人公に素性を明かして調査の協力を依頼する。本物の産休補助教師が高校へやってくる3日後までに、調査を完了させなければならないためだ。それに対し、主人公はとある報酬を条件に出す。主人公の大胆ながらも年頃らしい屈託の無い態度に、姫香は途惑う一方で満更でも無さそうに頬を染めると、その条件を飲むのであった。
こうして、翌日から主人公と姫香の調査が始まったが、その最中に主人公の級友・安川俊紀が何者かによって殺害される。

## 登場人物
声優名はPCE版のもの。主人公たちの年齢が設定されていたり、彼らの学校が高校と設定されているのは、ソフ倫設立前の作品であるため。
主人公
声 - 細井治
花乃園高校に通う2年生で、歳相応に異性への興味を持つ普通の少年。17歳。実家を出てアパートで一人暮らしをしていたある日、蒔絵殺害事件と姫香の正体を知り、彼女に協力することになる。デフォルト名は宏祐。
須藤 姫香（すどう ひめか）
声 - 松本梨香
日本史の産休補助教師として花乃園高校へやってきた、ショートカットヘアとヘアバンドが似合う、抜群のプロポーションを持つ謎の美女。実は理事長の依頼を受けた私立探偵であり、「須藤姫香」という名前も偽名である。ただし、日本史の教員免許は本当に取得している。主人公に調査協力を依頼し、パートナーとなる。
彼女をパートナーに指名した場合、教師からはある程度情報を聞き出しやすいが、生徒には警戒されてしまうためほとんど詳しい話をしてくれなくなる。そのため実はパートナーとしては一番使いにくく、事件を解決するためにはどこかで交替せざるを得ない。
本名が明らかとなる続編の制作が仄めかされていたが、実現することは無かった。
都筑 伊万里（つづき いまり）
声 - 椎名へきる
演劇部に所属している1年生の少女。16歳。蒔絵の妹であり、ツインテールヘアが似合う可愛らしい容姿ながらプロポーションもかなり良く、美人さでは姉にも引けを取らない。性格は至って社交的で男女問わず学内人気が高く、特に男子の間では「伊万里姫」という愛称をつけられ、ファンクラブが存在するほど。姉とは違い恋愛については一途な所がある。実は主人公が姉と付き合っていた頃から、彼に密かな想いを寄せていた。主人公のパートナーの1人。
彼女をパートナーに指名した場合、先述の「社交的な優等生」設定がきちんと活かされており、総じて誰が相手でも情報を引き出し易い。
矢萩 健（やはぎ けん）
声 - 檜山修之
主人公の級友かつ親友で2年生。17歳。理由の有無にかかわらず協力してくれるなど、頼りになる好人物。女性にも人気がある。主人公のパートナーの1人。
彼をパートナーに指名した場合は、女子生徒から情報を引き出し易くなる。反面、男子生徒からは若干警戒される傾向がある。
佐久間 怜子（さくま れいこ）
声 - 長沢美樹
主人公とは級友であり、バスケットボール部に所属している2年生のポニーテールヘアの少女。17歳。今でこそ健と付き合っている身であるが、実は主人公のことを昔から想い続けている。
都筑 蒔絵（つづき まきえ）
声 - 神田和佳
伊万里の姉で3年生。18歳。本編開始の1週間前、何者かに体育倉庫で殺害された。生前の一時期は主人公と付き合っており、処女は彼を相手に卒業した。その後は主人公を振り、妖艶な容姿と高飛車な性格で多数の男子から注目を集める奔放な存在となった。
設定上では『キミだけに愛を…』の登場人物・早坂聡とも関係がある。
上村 奈保（かみむら なほ）
声 - 白鳥由里
園芸部に所属している3年生の少女。18歳。地味な眼鏡っ娘。都筑姉妹とは幼馴染であり、蒔絵とは親友であった。なお、今でこそショートカットヘアであるが、ある出来事より前はロングヘアであった。
安川 俊紀（やすかわ としき）
声 - 高木渉
テニス部に所属している2年生の少年。17歳。主人公の級友であるが、代議士を父に持つイケメンのプレイボーイであり、性格も良くないことから、仲は悪い。物語中盤、何者かに殺害される。
岩清水 克巳（いわしみず かつみ）
声 - 芳田正浩
首席の成績を誇る3年生の少年。18歳。図書委員でもあり、図書室を仕切っている。
源 桜子（みなもと さくらこ）
声 - 滝本富士子
蒔絵とは級友で3年生の少女。18歳。克巳と付き合っている。
都筑 権蔵（つづき げんぞう）
声 - 河合義雄
花乃園高校の理事長を務めている初老の男性。蒔絵と伊万里の祖父でもあり、姫香に蒔絵殺害事件の調査を依頼する。
是正（これまさ）
声 - 小池克枝
名前は不明。主人公のクラスの担任。
鬼山（おにやま）
声 - 沢木郁也
名前は不明。体育教師、バスケットボール部顧問、生活指導を兼任している教員。

## スタッフ
- 企画、脚本、ゲームデザイン - 古雅ちはや
- 演出 - よしもときんじ
- キャラクターデザイン、原画 - うるし原智志
- 音楽 - 渡辺寛太
- 開発 - アイデス

## 関連商品
GAMEテクノポリス スーパーコレクション 1
FM TOWNS専用ソフト。GAMEテクノポリス作品の『秘密の花園』『キミだけに愛を…』『ドラゴンアイズ』のTOWNS移植版に、『ドラゴンアイズ』の原作となった電脳小説『ミウィ -愛する人-』と、移植前の各作品には無かったミュージックモード『音楽の部屋』や三作に登場するヒロインたちのプロフィール閲覧モード『GAMEテクノポリス美少女総覧 1』を新たに収録。